# Rolf Gerhold
Rolf Gerhold (* 1957/1958) ist ein deutscher American-Football-Trainer und ehemaliger -Spieler.

## Laufbahn
Der 1,90 Meter Gerhold spielte 1991 für die Hamburg Silver Eagles in der Bundesliga und von 1992 bis 1998 für die Hamburg Blue Devils. 1995 zog er sich einen Kreuzbandriss zu und verpasste das Endspiel um die deutsche Meisterschaft (welches seine Mannschaftskollegen verloren). 1996 gewann er mit der Mannschaft die deutsche Meisterschaft sowie den Eurobowl, 1997 und 1998 erneut das Endspiel des europäischen Wettbewerbs European Football League. Gerhold kam auch in der deutschen Nationalmannschaft zum Einsatz.
Nach seinem Abschied vom Leistungssport war Gerhold in der Saison 1999 im Trainerstab der Bremen Bravehearts für die Offensive zuständig, ab 2000 hatte er bei den Hamburg Huskies denselben Posten inne, in der 2002er Saison Offensivkoordinator der Huskies und zeitweise Cheftrainer.
2003 wurde Gerhold bei den Blue Devils als Assistenztrainer für die Runningbacks zuständig, er war zudem ab Frühjahr 2003 zweiter Vorsitzender des Vereins.
Später war er im Trainerstab der Kiel Baltic Hurricanes unter Cheftrainer Patrick Esume für die Tight Ends verantwortlich.